# 수에토니우스
가이우스 수에토니우스 트란퀼리우스(Gaius Suetonius Tranquillus, 69년 - 130년 이후)는 로마 제국 오현제 시대의 역사가이자 정치가이다. 흔히 수에토니우스로 불린다. 종신독재관(딕타토르)이 된 가이우스 율리우스 카이사르 및 제정(帝政) 로마의 초대 황제 아우구스투스부터 도미티아누스에 이르는 로마 제국의 초창기 11명의 황제를 다룬 《황제 열전》(De vita Caesarum)을 쓴 것으로 알려져 있다. 로마 대화제 사건을 언급할때 그리스도와 그리스도인이라는 용어를 사용하고 있다.

## 경력
가이우스 수에토니우스 트란퀼리우스는 히포 레기우스(지금의 안나바) 출신으로 수에토니우스 라에투스의 아들로 태어났다. 라에투스는 기사(에퀴테스)에 속하며 내전 시대에는 오토 휘하에 있었고, 69년 게르마니아 스베리올 속주 총독이던 비텔리우스와의 전투에도 종군했다.
90년대부터 수에토니우스는 로마에서 변호사로 활동하였는데, 원로원 의원으로 역사가가 된 소(小)플리니우스와도 친분이 있었다. 플리니우스는 수에토니우스를 물심양면으로 지원했고 문필에 일가를 이룬 인물이라고 기록을 남겼다. 소 플리니우스는 수에토니우스가 이탈리아의 소규모 부동산을 구입할 때도 미혼에 자식이 없었던 수에토니우스에게 면세 특권(통상 아들 셋을 둔 아버지에게 인정되었다)을 인정해주도록 트라야누스 황제와의 사이에서 주선에 나서는 등 협력했다. 플리니우스를 통해서 수에토니우스는 트라야누스, 그리고 하드리아누스와도 친해졌다.
또한 110년부터 112년까지 수에토니우스는 소 플리니우스가 비튀니아와 폰투스 두 속주의 프로콘술로 부임할 때에 수행하였다. 트라야누스의 치세 때에는 몇 번이나 비서관(秘書官)과 공문서관(公文書館)의 감독 업무를 맡고 있었다. 그러나 112년에 수에토니우스는 하드리아누스의 황비(皇妃) 사비나에 대한 불경한 태도가 문제가 되어 해임되었다. 수에토니우스의 해임은 현재는 하드리아누스의 행정 개혁을 반영한 것으로 여겨지지만, 122년 이후 하드리아누스가 수에토니우스를 다시 직무에 기용했다는 기록은 없다.
수에토니우스의 사망 시기는 확실하지 않고 130년 이후로 여겨지고 있다.

## 저서

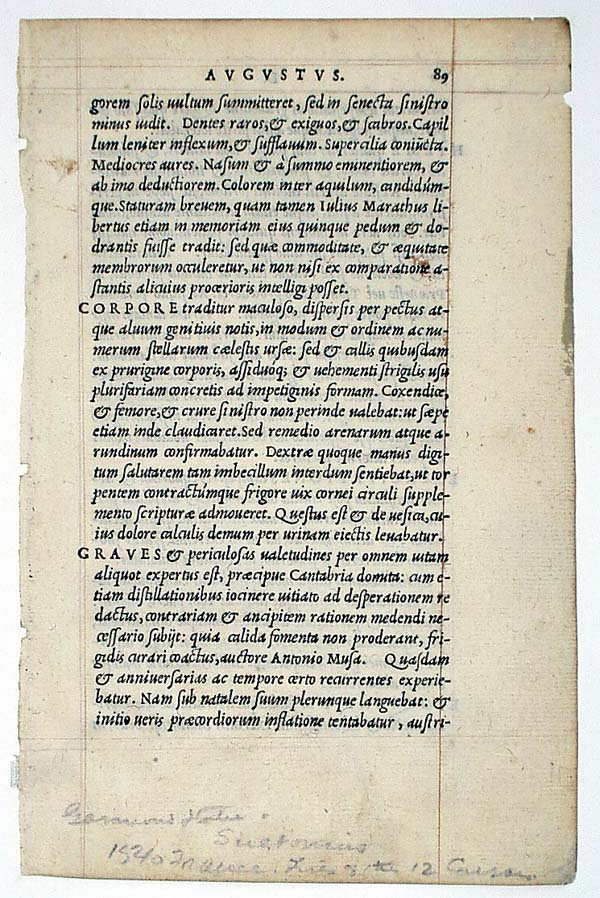
1540년에 프랑스에서 출판된 《황제 열전》의 첫장.

수에토니우스는 흔히 《황제 열전》(라틴어 원제: De vita Caesarum)의 저자로 알려져 있다. 《황제 열전》은 율리우스 카이사르, 아우구스투스, 티베리우스, 칼리굴라, 클라우디우스, 네로, 갈바, 오토, 비텔리우스, 베스파시아누스, 티투스, 도미티아누스의 전기가 수록되어 있다. 다만 카이사르에 대한 기록은 초반 몇 장(章)이 망실되어 없다. 《황제 열전》은 대체로 하드리아누스의 치세에 저술된 것으로 보이며, 수에토니우스 본인의 친구에 의해 119년에 정무총감(프라에펙투스 프라에토리오) 가이우스 셉티키우스 클라루스(Gaius Septicius Clarus)에게 헌정되었다.
이 책은 이들 율리우스-클라우디우스 왕조의 로마 황제에 대한 일정한 양식의 전기이다. 즉 생김새에 대한 묘사, 전조(前兆), 계보, 인용, 그리고 후의 어떤 황제들에 대해서든 일관된 순서로 경력, 공적을 서술한다. 수에토니우스는 공공 비용을 위해 재물을 모은 황제를 탐욕스럽다고 생각했던 것 같지만, 이는 평균적인 로마 중류층 계급의 태도를 반영한 것일지도 모른다.
《황제 열전》은 한국에서도 번역되었는데, 《풍속으로 본 12인의 로마황제》(전2권, 박광순 역, 1998, 풀빛미디어)와 영국의 시인 로버트 그레이브스의 영역본을 중역한 《열두명의 카이사르 - 고대 로마 역사가가 쓴 황제 이야기》(조윤정 역, 2009, 다른세상)가 있다.
또한 고대 로마의 명사들에 대한 《명사 열전》(라틴어 원제: De Viris Illustribus)을 남겼는데, 현재는 그 중 「문법가전」 「웅변가전」 및 「시인전」의 일부만이 전한다. 한국에는 2013년에 《로마의 문법학자들》(안재원 역, 한길사)이라는 제목으로 번역되어 출간되었다.